# バニー・マロニー (アニメ)
バニー・マロニー（Bunny Maloney）は、MoonScoop社が製作したフランスの3DCGアニメシリーズである。

## 概要
スタジオ・タヌキ（Studio Tanuki）が2002年に製作した『パンパン ル・ラパン（フランス語: Pinpin le Lapin：L'attaque de rouge geant）』という短編アニメを原案とし、フランス2の支援を受けたMoonScoop社によって2009年にテレビアニメ化された。
2009年から2010年にかけて全52話が制作され、2011年には第2シリーズの制作も予告されていたが、MoonScoop社の経営難（のちに破産）によって頓挫し、1シーズンのみで終了した。
バニー・マロニーは当初2009年3月29日からCanal+ Familyで放送が開始される予定であったが、子供向け番組としては不適切な内容が含まれるとして放送を延期し、同年6月29日よりCanal+で放送が開始された。その後フランス2とCanal J、Game Oneでも放送された。
また、イギリスのKix!とアメリカのカビリオンで英語吹替版が放送されたが、こちらも子供向け番組としては不適切な内容を問題視し、僅か2ヶ月弱で放送が打ち切られた。現在はYouTubeでの配信も行われている。
フランス語のテーマソングは、マティアス・マルジューが手掛け、オリビア・ルイスが歌っている。

## 内容
バニー・マロニーという名の擬人化された桃色のウサギおよび彼の仲間たちの生活と敵との戦いを描いている。名目上はアクションアニメだが、大部分が日常生活を送る登場人物たちのコメディーで構成されている。登場人物は擬人化された動物と人間のキャラが混在・共存している。
作中には様々な日本の文化（漫画やアニメ）のオマージュ・パロディが散りばめられている。例として、作中に登場する文字が全て片仮名であり、汗マークや怒りマーク、キャラクターの感情の変化を表すエフェクトやメタファーが日本のアニメ宜しく非常に多用されている。
子供向け番組としての放送を意図して作られたアニメシリーズだが、原作がアダルトアニメとして制作された経緯から、大人向けの過激なブラックジョークやアダルトな表現が所々にあり、前述の放送を巡るトラブルを始め数々の論争を引き起こした。また、キャラクターの感情の起伏が不必要に激しく、プロットの変化が多過ぎる点も指摘されている。

### あらすじ
同じアパートに同居しているバニー・マロニーとキャンディー・バニー、ジャン＝フランソワの3人は、バニーシティー（Bunnycity、フランス語版ではBunnyville）で日常生活を送りながら「プロテクチーム（ProtecTeam）」というヒーローチームを組織し、彼らの宿敵であるでびるまん教授による攻撃から街を守る為にバニーガンガー28（Bunnyganger-28）というロボットに乗り、でびるまん教授と戦う。

## 登場人物

### プロテクチーム
主人公達が組織しているスーパーヒーローチーム。バニーシティでは非常に名高い存在であり、3人共に街の有名人となっている。
- バニー・マロニー（Bunny Maloney） - 大きな丸い目を持つ桃色のウサギの男性。怠惰で優柔不断、自己中心的というヒーローらしからぬ性格。キャンディー・バニーと交際しているが、彼女のクレジットカードを無断で使うなど、彼女の恋愛感情をいいように利用している模様。だが、ヒーローとしての活動時やキャンディー・バニーの機嫌を損ねたことに気づいた時は態度を改めることもある。
- キャンディー・バニー（Candy Bunny） - 左耳に赤いスクランチをしている桃色のウサギの女性。普段は優しいが、一度怒ると暴走してしまう。バニー・マロニーとはいがみ合う場面も多いが、恋愛感情は強く、既に体を許している模様。
- ジャン＝フランソワ（Jean-François） - 長い耳と尻尾を持つ青色の絶滅危惧種の生物（種族は不明）。比較的おとなしく、少し内気な性格。「ジャンフランソワ！」としか話せない[注 4]。ダンスゲームが大好き。バニー・マロニーの親友であり仲が良いが、振り回されたり貧乏くじを引かされることも多い。

### 悪役
- でびるまん教授（Professeur Débilouman） - 本作の悪役。白いラボコートを着た、天狗のような高い鼻を持つ人間の男性。いつも自身の潜水艦の中でプロテクチームや主人公たちの住むバニーシティーを脅かす数々の邪悪な計画を立てるが、自身の愚かさや詰めの甘さから必ず失敗に終わる（その際、必ず自身の乗る潜水艦が壊れて沈むという定番ギャグがある[注 5]）。キャンディー・バニーに片思いをしている。名前は「デビルマン」とフランス語の口語で「馬鹿、愚か者」を意味する「débile」を掛けている。
- モッチ（Modchi） - 薄紫色で赤い目を持つ四足歩行の生物。でびるまん教授のペット兼助手であり一緒に悪事を働くが、皮肉屋で口が悪く、事あるごとにでびるまん教授を揶揄ったり、物語中盤でシュノーケルを付けて前述の定番ギャグに備えるなどしている。それでも、でびるまん教授には一応従順である。

### その他
- ポッチ（Potchi） - 水色のイヌのような生物。主人公たちがアパートで飼っているペット。
- スタン・ウーキー（Stan Ookie） - 発明家の茶色のアナグマ。主人公たちのヒーロー活動を技術面でサポートしている。優秀なキャラだが、時には自身の発明品に酔いしれるあまり一般常識を見失うことも。名前は日本語の「タヌキ（Tanuki）」をもじったもの。
- シャルロット（Charlotte） - グラマラスな体を持つ白いヤギの女性。時折バニー・マロニーを始めとした男性キャラに露骨な色仕掛けをするなど性に奔放だが、同時にかなり高飛車な性格で、男性キャラを苛立たせることもしばしばある。キャンディー・バニーとはバーできつい冗談を言い合うほど仲が良い。
- ルイ・ピコラン（Louis Picollin） - 大きな体を持つハエの男性。道路清掃員をしていて、バニー・マロニーやプロテクチームに強い憧れを持っている。その為度々プロテクチームの活動に乱入しては仲間に入れてくれるよう懇願するが、バニー・マロニーからは単なるストーカーとしか見られていない。名前は実在の人物であるルイ・ニコランから。
- ベン・トナリ（Ben Tonari） - 赤いスパイキーヘアが特徴の人間の少年。ジャン＝フランソワの親友で、よく一緒にダンスゲームをしている。プロテクチームに合流することもあるほか、でびるまん教授に利用されることもある。名前は日本語の「隣（Tonari）」から。
- 将軍（The General） - バニーシティの軍隊を司る2頭身の人間の男性。多数の部下と戦車などの武器を持ち、プロテクチームと協力して街の平和を守っている。時にはプロテクチームの知名度に便乗するだけだったり、平和維持とは全く関係のないこと（ゲームなど）に全力を注ぎ、プロテクチームや市民を呆れさせることもある。
- マークとティン（Mark and Ting） - 2人共に現実の人間に近い頭身で、ポニーテールという風変わりな姿をした人間の男性。セールスマンをしており、バニーシティのコマーシャルに度々登場するほか、ビジネスチャンスを得ようとプロテクチームの活動に干渉してくることもある。名前は「マーケティング（Marketing）」をもじったもの。

## キャスト
舞台監督: fr:Nathalie Homs
脚色: fr:Manon Cranney
- バニー・マロニー: fr:Martial Le Minoux
- キャンディー・バニー: fr:Elisabeth Ventura / 英語版Jules de Jongh
- でびるまん教授、ルイ・ピコラン: fr:Marc Duquesnoy
- シャルロット: fr:Corinne Martin / 英語版Phillipa Alexander
- スタン・ウーキー: fr:Laurent Pasquier
- モッチ: fr:Vincent Violette
- 将軍: fr:François Jérosme